# Љељес
Љељес (слч. Leles) насељено је мјесто са административним статусом сеоске општине (слч. obec) у округу Требишов, у Кошичком крају, Словачка Република.

## Становништво
| Година:    | 1994. | 2004.   | 2014.   | 2024.   |
| ---------- | ----- | ------- | ------- | ------- |
| Број људи: | 1864  | 1898    | 1774    | 1892    |
| Разлика:   |       | +1,82 % | -6,53 % | +6,65 % |

| Година:    | 2023. | 2024.   |
| ---------- | ----- | ------- |
| Број људи: | 1897  | 1892    |
| Разлика:   |       | -0,26 % |

Према подацима о броју становника из 2011. године насеље је имало 1.786 становника.